# Tele+ Bianco
Tele+ Bianco était une chaîne de télévision italienne, du groupe Telepiù, filiale du Groupe Canal+.

## Historique
La chaîne Tele+2, lancée le 16 octobre 1990, est remplacée par Tele+ Bianco le 30 août 1997. Tele+ Bianco était une chaîne généraliste payante qui diffusait des films et des retransmissions sportives, tel que le championnat italien de Serie A.
Le 31 juillet 2003, Tele+ Bianco est remplacée par Sky Cinema 1.

## Identité visuelle

### Logos

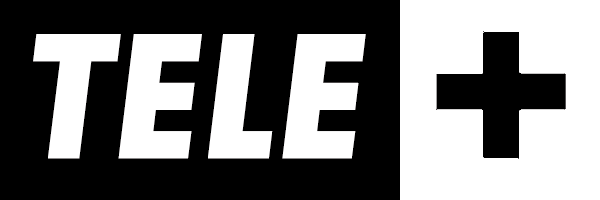
Logo de Tele+ Bianco du 29 août 1997 au 31 juillet 2003

## Programmation
La programmation de Tele+ Bianco comprenait du grand cinéma international et italien, les événements sportifs les plus importants, en exclusivité et en direct, ainsi que le meilleur de la production documentaire mondiale, des séries et mini-séries à grand succès et des magazines de télévision insolites consacrés au sport, au cinéma et à la culture. 